# Kovács Gergő
Kovács Gergő (Ajka, 1989. október 30.), magyar labdarúgó, jelenleg az Soproni VSE játékosa.
Utánpótláscsapatai az FC Ajka és a ZTE voltak.
A 2007-2008-as szezonban hat alkalommal lépett pályára az NB III-ban szereplő ZTE II csapatában és egy gólt szerzett. Első NBI-es mérkőzését az FC Fehérvár ellen játszotta 2008. június 2-án, kezdőként ekkor 70 percet töltött a pályán.
A 2008–2009-es idénytől kezdve tagja a ZTE felnőtt keretének. 2015-ben hazaigazolt Ajkára.

## Sikerei, díjai
ZTE
- Magyarkupa-döntős: 2010

## Külső hivatkozások
- hlsz.hu játékosprofil Archiválva 2012. október 5-i dátummal a Wayback Machine-ben
- zte.hu profil